# Thuraiyur
Thuraiyur är en ort i Indien.   Den ligger i distriktet Tiruchchirāppalli och delstaten Tamil Nadu, i den södra delen av landet, 1 900 km söder om huvudstaden New Delhi. Thuraiyur ligger 145 meter över havet och antalet invånare är 32 439.
Terrängen runt Thuraiyur är platt åt sydväst, men åt nordost är den kuperad. Runt Thuraiyur är det tätbefolkat, med 356 invånare per kvadratkilometer. Thuraiyur är det största samhället i trakten. Omgivningarna runt Thuraiyur är en mosaik av jordbruksmark och naturlig växtlighet.